# Vegreville (ancienne circonscription fédérale)
Vegreville fut une circonscription électorale fédérale de l'Alberta, représentée de 1925 à 1997.
La circonscription de Vegreville a été créée en 1924 d'une partie de Victoria. Abolie en 1996, elle fut fusionnée avec Beaver River pour former la circonscription de Lakeland.

## Députés
1. 1925-1926 — Arthur Moren Boutillier, PPC
2. 1926-1935 — Michael Luchkovich, UFA
3. 1935-1940 — William Hayhurst, CS
4. 1940-1949 — Anthony Hlynka, CS
5. 1949-1957 — John Decore, PLC
6. 1957-1958 — Peter Stefura, CS
7. 1958-1968 — Frank Fane, PC
8. 1968-1993 — Don Mazankowski, PC
9. 1993-1997 — Leon Benoit, PR

- CS = Parti Crédit social
- PC = Parti progressiste-conservateur
- PLC = Parti libéral du Canada
- PPC = Parti progressiste du Canada
- UFA = United Farmers of Alberta